# جزيرة قضبة (ميدي)

تعديل مصدري - تعديل

جزيرة قضبة هي إحدى جزر مديرية ميدي التابعة لمحافظة حجة.